# Soyouz 9
Soyouz 9 est un vol du programme spatial de l'Union soviétique lancé le 1er juin 1970 dans le cadre du programme Soyouz, lui-même amorcé deux ans plus tôt. 
Les deux cosmonautes demeurent près de 18 jours dans l'espace, battant le record d'endurance précédemment établi par Gemini 7 et ouvrant la voie aux missions de longue durée à bord des stations spatiales, qui débuteront l'année suivante. 
Jusqu'à aujourd'hui, il est d'ailleurs le plus long vol jamais effectué par un équipage sur un vaisseau spatial isolé (non accouplé à une station spatiale).

## Équipage
Les nombres entre parenthèses indiquent le nombre de vols spatiaux effectués par chaque individu jusqu'à cette mission incluse.
| Équipage principal                           | Équipage doublure                          | Équipage de réserve                     |
| -------------------------------------------- | ------------------------------------------ | --------------------------------------- |
| Andrian Nikolayev (2) Vitali Sevastyanov (1) | Anatoly Filipchenko (1) Georgy Grechko (0) | Vasily Lazarev (0) Valeri Yazdovsky (0) |

Nikolaïev et Sevastianov constituaient l'équipage principal de Soyouz 8, l'année précédente, mais, cinq mois avant le vol, ils avaient dû être remplacés par leurs doublures.

## Contexte
Ce vol intervient un an après que les Américains aient réussi à débarquer des hommes sur la Lune, conformément au pari que le président Kennedy avait pris en 1961.
Mais les Soviétiques n'entendent pas capituler pour autant et la course à l'espace qu'ils ont engagée avec leurs rivaux continue :
- d'une part, malgré les deux échecs au décollage de leur fusée N-1, en février et en juillet 1969, ils n'ont pas abandonné l'idée de déposer l'un des leurs sur la Lune ;
- d'autre part, alors que le programme Apollo est en plein développement mais que les Américains pensent déjà au projet qui va lui succéder : mettre sur orbite terrestre une station spatiale (un engin permettant à des équipages de mener des expériences scientifiques sur des longues durées), ils sont déterminés à gagner cette manche.

Tandis que leurs concurrents préparent déjà le projet post-Apollo (plus tard baptisé Skylab), ils s'attellent à leur propre projet de station, connu par la suite sous le nom de Saliout, lequel a été validé en avril 1969.
Encore faut-il, en attendant que le premier modèle soit prêt, préparer les équipages aux vols de longue durée. Tel est précisément l'objectif de la mission Soyouz 9.

## Caractéristique du vaisseau
Ce vol est le dernier de la première génération des vaisseaux Soyouz, le 7K-OK.
Toutefois, quelques innovations sont à noter. Pour la première fois, en effet, un système analogique permet de simuler les rendez-vous avec une cible virtuelle. 

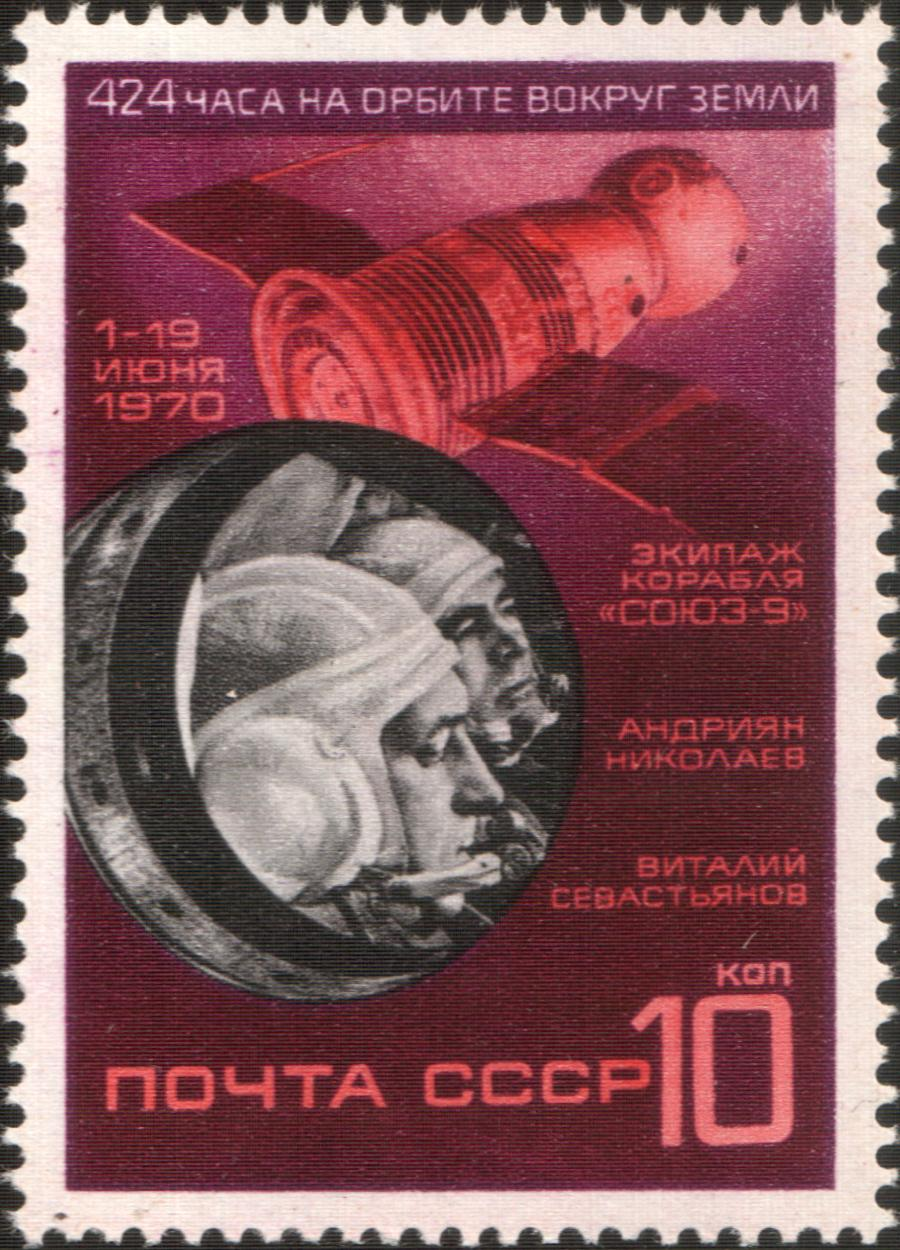
Timbre soviétique commémorant le vol Soyouz 9.

La navigation autonome est par ailleurs réalisée à l'aide du sextant SMLK-6, d'un capteur solaire automatique, d'un indicateur optique grand angle et d'un viseur opticien-électronique d'orientation sur la Terre.

## Déroulement de la mission
Pour la première fois dans l'histoire des vols spatiaux habités, le décollage a lieu la nuit.
L'équipage met à profit le temps dont il dispose pour mener à bien un certain nombre d'expériences scientifiques, dans les limites toutefois de l'espace dont il dispose, le compartiment orbital n'offrant qu'une capacité de 5 m3.
Plus de 50 expériences sont menées et plus de 1000 photographies sont prises de la Terre. On compte également près de 200 spectrogrammes, effectués avec l'appareil RSS-2. 
Pour lutter contre les effets prolongés de l'apesanteur sur le corps, Nikolaïev et Sevastianov effectuent des séances de gymnastique deux fois par jour et, le reste du temps, portent un costume surnommé "pingouin" destiné à imiter autant que possible la force de la pesanteur.
Le 9 juin 1970 lors d'une journée de repos, les 2 cosmonautes réalisent une autre première historique : une partie d'échecs contre la station terrestre d'entrainement des cosmonautes soviétiques. Leurs adversaires, avec les noirs, étaient le colonel-général V. Kamanin et le pilote-cosmonaute V. Gorbatko. La partie dura 6 heures et les transmissions de coups se faisaient par la radio, uniquement lors du survol du territoire de l'URSS. Pour l'occasion un petit échiquier spécialement conçu pour l'apesanteur a été inventé par le jeune ingénieur M. Klevtsov; il avait des pièces non magnétisées de façon à ne pas perturber les instruments de bord 
La rentrée sur Terre se passe sans encombre même si l'équipage trouve la décélération particulièrement pénible. Et après l'atterrissage, les deux hommes ne peuvent s'extraire seuls de la cabine : l'équipe de récupération doit les aider, ce qui sera le cas par la suite pour tous les vols de longue durée.

## Après le vol

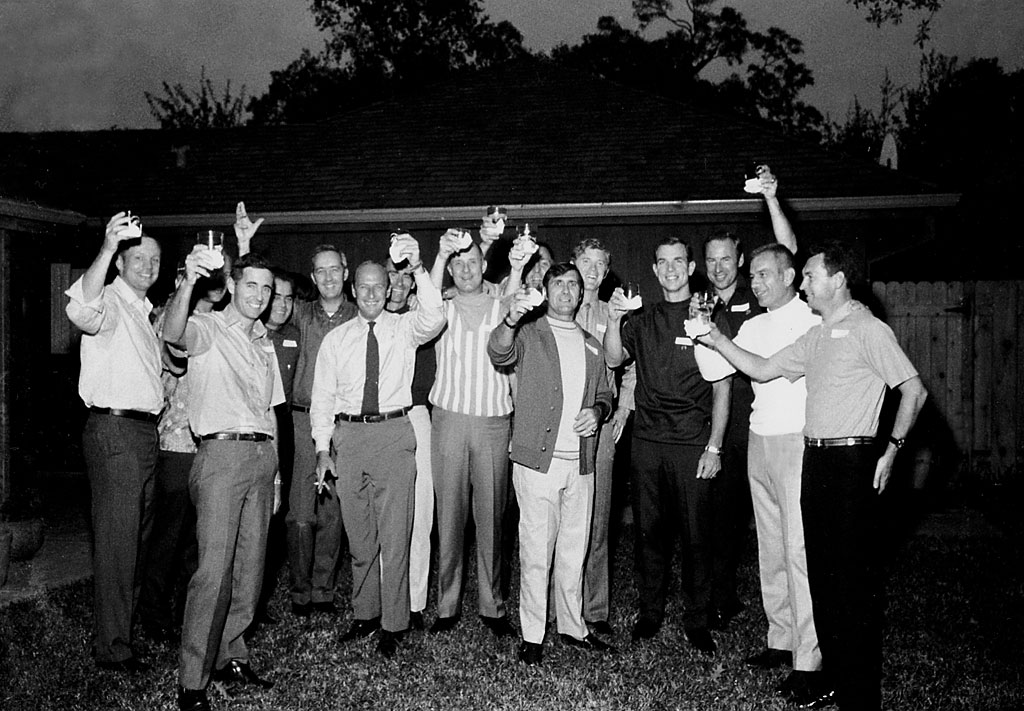
Nikolaïev (4e à gauche, au second plan) et Sevastianov (à l'extrême droite) partageant un moment de convivialité avec une douzaine d'astronautes américains, dont Neil Armstrong (à l'extrême gauche).

Juste après, les cosmonautes éprouvent d'énormes difficultés à marcher, et disent éprouver l'impression d'éprouver une accélération de 2g. Durant les deux jours qui suivent, leur corps leur semble toujours lourd, ils gardent difficilement la position debout, les objets leur paraissent pesants et ils ont même du mal à lever les mains. Leur sommeil sera perturbé pendant les quatre premières nuits et ils ne retrouveront leur poids normal qu'après une douzaine de jours. Autant d'enseignements pour les médecins en vue de préparer les futures missions qui, elles dureront plusieurs mois. 
Durant les mois qui suivent leur vol, les deux hommes effectuent différents voyages dans les pays occidentaux, notamment aux États-Unis, où ils séjournent du 18 au 28 octobre, guidés par Buzz Aldrin, et où ils tissent amitié avec quelques-uns de leurs collègues américains (photo). Le 21 octobre, Russell Schweickart invite même Sevastianov à simuler une sortie extravéhiculaire auprès d'une réplique de la station Skylab immergée dans une piscine aménagée au centre spatial de Huntsville. En mai 1971, au Salon du Bourget, près de Paris, Sevastianov rencontre l'équipage d'Apollo 14.
Ces échanges conviviaux s'avèreront précieux pour mettre un terme à la fameuse course à l'espace entre les deux pays et préparer la mission conjointe, Apollo-Soyouz en 1975.

## Paramètres de la mission
- Masse : 6 590 kg
- Périgée : 176 km
- Apogée : 227 km
- Inclinaison : 51.6°
- Période : 88.5 minutes